# Iglesia y Convento de La Recoleta
La Iglesia y Convento de La Recoleta se encuentra en el Centro Histórico de Cajamarca. Ubicada en la intersección de las avenidas los Héroes y El Maestro.
Fue construida en el siglo XVII. Se caracteriza por su construcción en piedra y ladrillo de arcilla. La portada presenta un retablo plateresco neoclásico. La parte interior es de una sola nave y con tres altares.
El complejo de Recoleta funcionaba el convento de Recolección Franciscana. Actualmente funciona como el colegio de San Ramón, el jardín Santa Teresita y la escuela Belén.